# Désiré-Maurice Ferrary
Désiré-Maurice Ferrary (Embrun, 8 agosto 1852 – Parigi, 24 novembre 1904) è stato uno scultore francese.

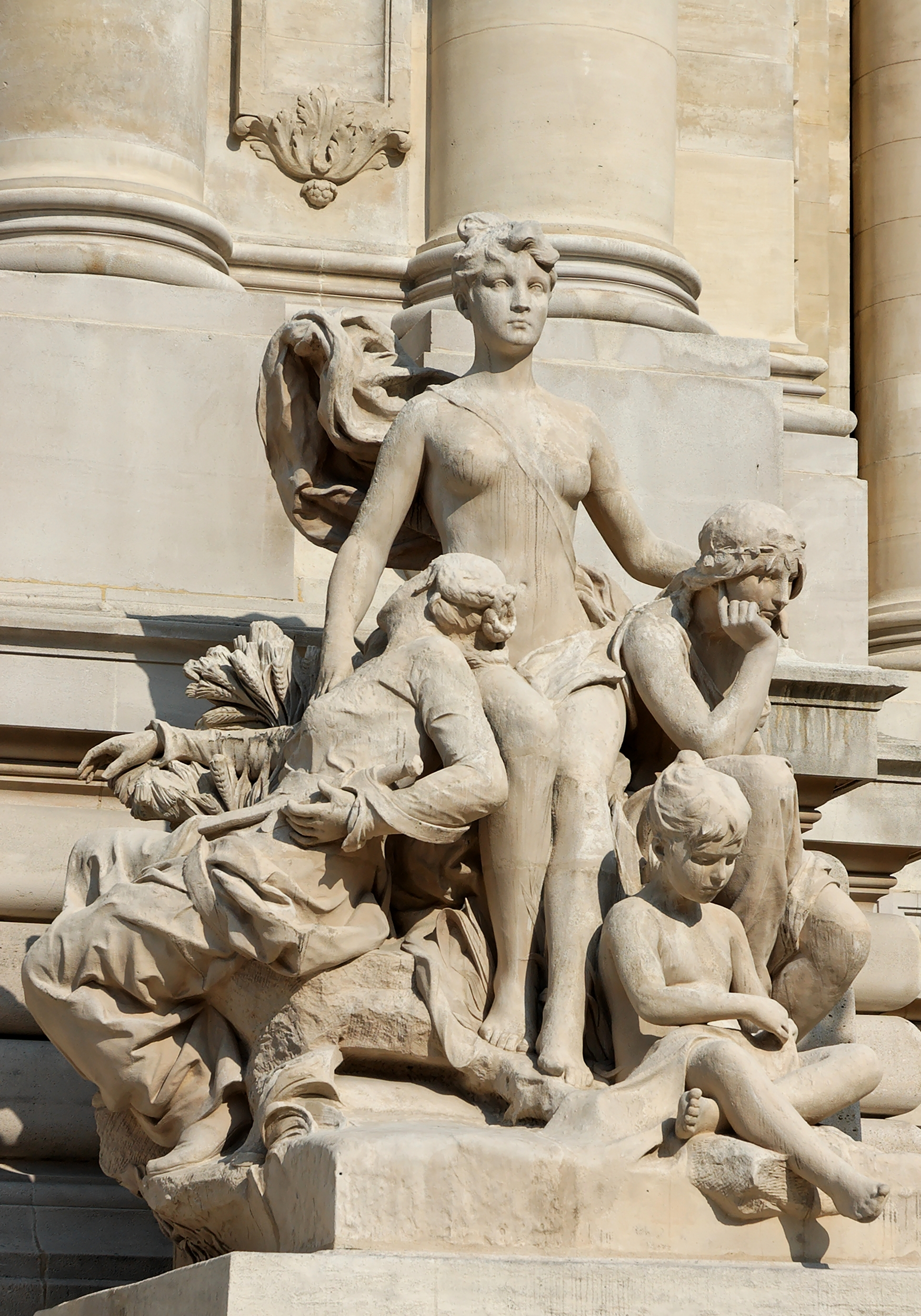
La Seine et ses affluents (1898), Parigi, Petit Palais

Spesso viene citato semplicemente come Maurice Ferrary.

## Biografia

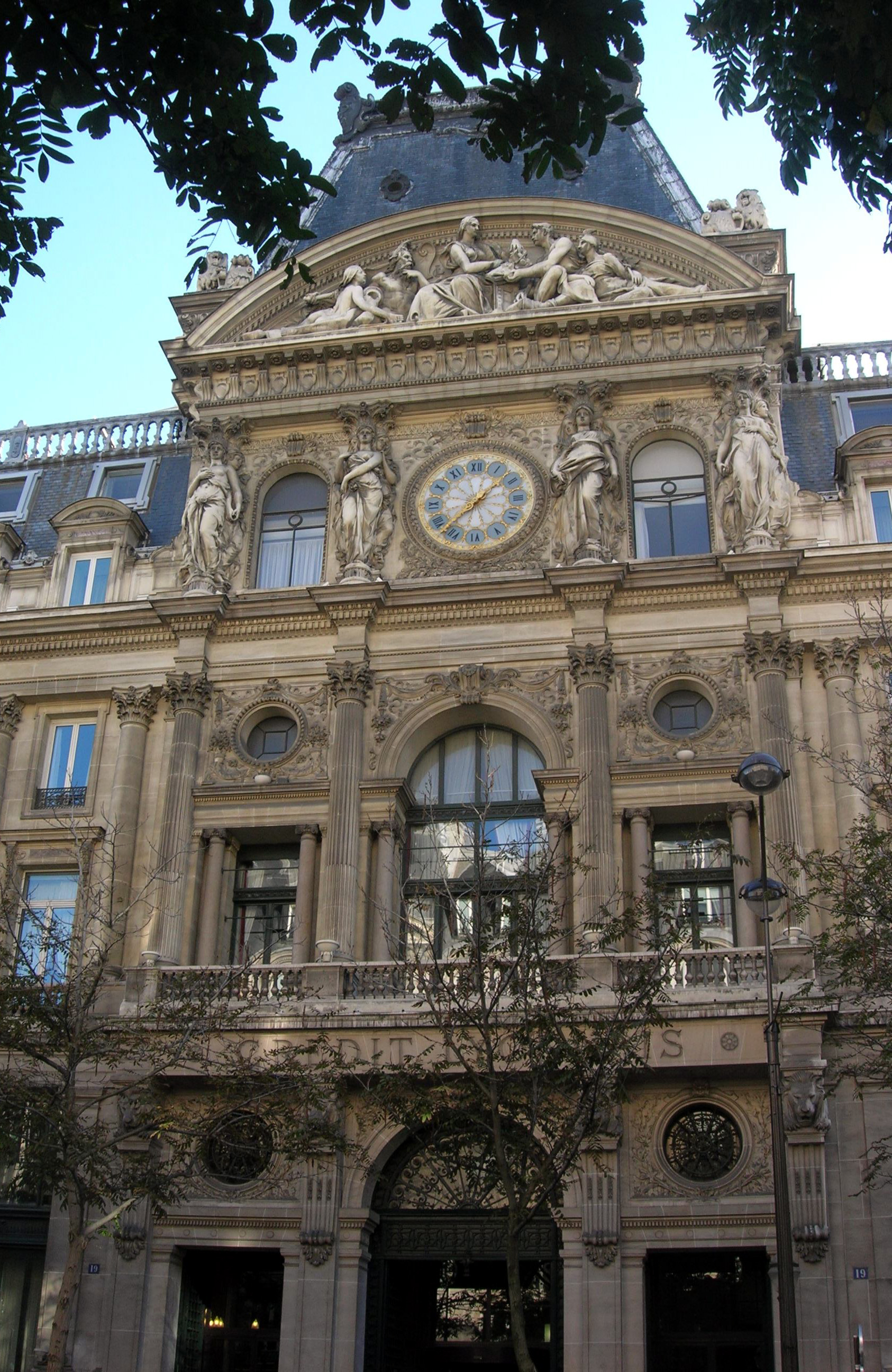
Le Cariatidi della facciata della sede della banca Crédit Lyonnais a Parigi.

Il padre di Maurice Ferrary era un proprietario redditiere a Embrun. La famiglia dello scultore era originaria della provincia di Como ed affonda le sue radici nella regione delle Alte Alpi. Lo zio Barthélémy Ferrary era un deputato. I suoi genitori si trasferirono nella regione di Parigi e notarono la sua passione per le arti e per la scultura, permettendogli di sostenere l'esame di ammissione alla scuola di belle arti di Parigi, dove seguì le lezioni di Jules Cavelier.
Debuttò al Salon degli artisti francesi nel 1875, esponendo la statua di gesso Narciso. Nel 1878 la sua opera Charmeuse venne premiata con una menzione d'onore, grazie alla quale Ferrary divenne un membro del Salon. Désiré-Maurice Ferrary espose le sue opere ai Salon successivi, dove vennero accolte dalla critica per la loro estetica neobarocca. Nel 1881 egli fu uno dei quattro scultori che scolpirono quattro Cariatidi per la facciata della sede della banca Crédit Lyonnais a Parigi.
Nel 1882 egli ricevette il Grand Prix de Rome della scultura per una scultura ritraente San Sebastiano colpito dalle frecce, e soggiornò alla Villa Medici di Roma fino al 1886. Nel luglio del 1891 venne inoltre nominato cavaliere della Legion d'onore. Ferrary partecipò all'Esposizione universale di Parigi, nel 1900, esponendo cinque opere, incluse le sculture Salammbô e Diana, che gli valsero una medaglia d'oro. Nel dicembre del 1901, inoltre, gli fu assegnato un posto di professore di modellismo alla scuola di belle arti di Parigi. Désiré-Maurice Ferrary morì a Parigi il 24 novembre 1904 e i suoi funerali si svolsero nella chiesa di Neuilly-sur-Seine. Oggi è sepolto nel cimitero di Montparnasse.

## Opere

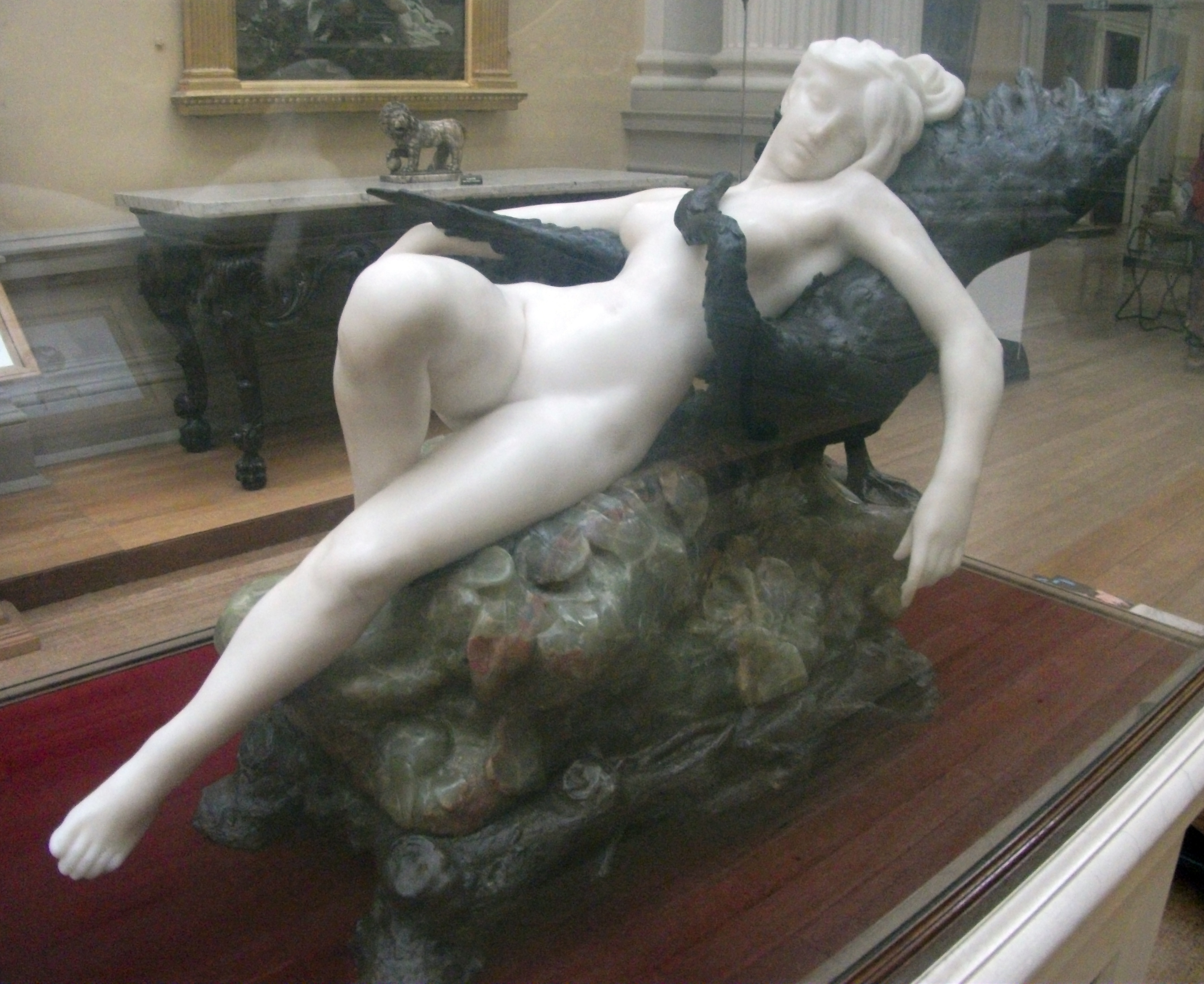
Leda e il cigno (1898-1900), Liverpool, Lady Lever Art Gallery

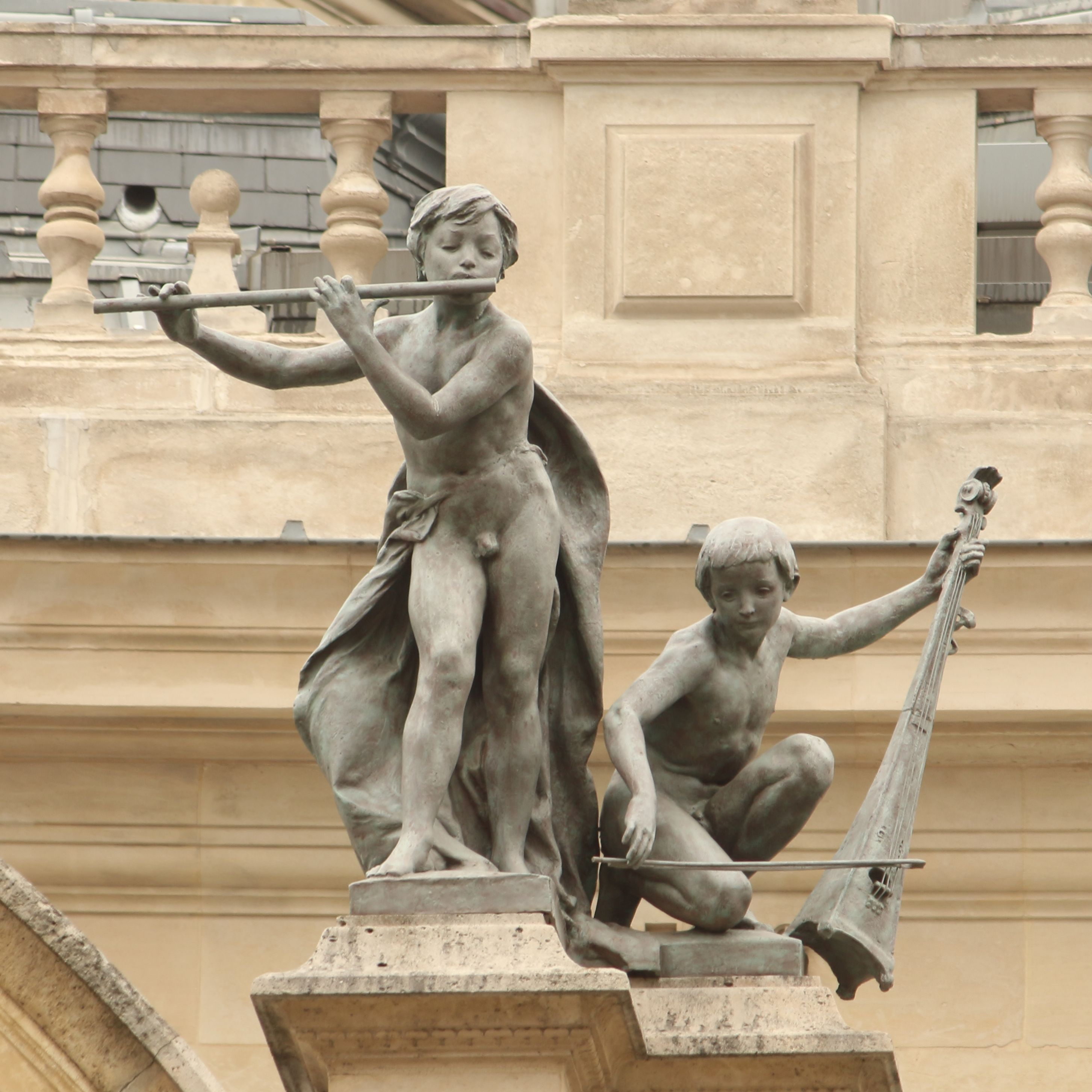
Les Enfants musiciens (1900), Parigi, Petit Palais

### Statue e opere monumentali
- 1879 - Belluaire agaçant une panthère (distrutta)

- 1881 - Germaine de Staël[5]

- 1881 - Cariatide

- 1882 - Saint-Sébastien percé de flèches

- 1886 - Décollation de Saint-Jean Baptiste[6]

- 1886 - Mercure et l’Amour (distrutta)

- 1898 - La Seine et ses affluents

- 1899 - Diana

- 1899 - Salammbô[7]

- 1900 - Les Enfants musiciens[8]

- 1902 - Vénus et l’Amour

### Statuette
- 1897 - La Sulamite

- 1898 - Leda

- 1898-1900 - Leda e il cigno

- 1899 - Roger et Angélique[9]

- 1902 - Giunone

- 1903 - Il commercio

- 1905 - San Michele

### Busti
- 1881 - Busto di uomo
- 1888 - Busto in bronzo di Léon Cogniet
- 1888 - Busto in bronzo di Étienne Méhul
- 1903 - M. Laussedal